# ジ・アップリフト・モフォ・パーティ・プラン
『ジ・アップリフト・モフォ・パーティ・プラン - The Uplift Mofo Party Plan』は、レッド・ホット・チリ・ペッパーズのアルバム。
前作で復帰したヒレル・スロヴァクに続きジャック・アイアンズもバンド復帰して制作された作品で、最初で最後のオリジナルフルメンバーによるアルバムになった。このアルバムから初めて日本盤が発売される。伝説となるアビイ・ロードでのペニスソックス写真を撮るなど、バンドとして満たされた時間を過ごすが、スロヴァクがオーバードースによって死亡。アイアンズもバンドを去る。
エアロスミスのスティーヴン・タイラーお気に入りの作品である。

## 収録曲
特記のない限り全てフリー、ジャック・アイアンズ、アンソニー・キーディス、ヒレル・スロヴァクによる作詞・作曲。

### オリジナル盤
1. ファイト・ライク・ア・ブレイヴ - Fight Like a Brave - 3:53
先行シングルカット。PVが作られており、それは公式映像としては最初にして最後の、結成メンバー全員が出演しているビデオである。
2. ファンキー・クライム - Funky Crime - 3:00
3. ミー・アンド・マイ・フレンズ - Me & My Friends - 3:09
3rd以前に作られた曲の中では、サプライズ的なものを除けば、現在に至るまでライブのセットリストに定着している唯一の曲。
4. バックウッズ - Backwoods - 3:08
セックス・ピストルズのプロデューサー、マルコム・マクラーレンと共作したナンバー。カリフォルニケイションツアーまでのライブの常連曲。
5. スキニー・スウェッティ・マン - Skinny Sweaty Man - 1:16
6. ビハインド・ザ・サン - Behind the Sun (Beinhorn, Flea, Irons, Kiedis, Slovak) - 4:40
シングルカット。バンドのキャリアで初のバラード曲。
7. サブタレニアン・ホームシック・ブルース - Subterranean Homesick Blues (Dylan) - 2:34
お遊び的な、ボブ・ディランの曲のパンクアレンジカバー。
8. パーティ・オン・ユア・プッシー (それは秘密です) - Party On Your Pussy (Special Secret Song Inside on pre-remaster versions) - 3:16
9. ノー・チャンプ・ラヴ・サッカー - No Chump Love Sucker - 2:42
10. ウォーキング・オン・ダウン・ザ・ロード - Walkin' on Down the Road (Flea, Slovak, Kiedis, Martinez, Slovak) - 3:49
ドラムはジャック・アイアンズではなく脱退前のクリフ・マルティネスが叩いている。
11. ラヴ・トリロジー - Love Trilogy - 2:42
12. オーガニック・アンチ・ビート・ボックス・バンド - Organic Anti-Beat Box Band - 4:10

### リマスター再発売盤ボーナス・トラック
1. ビハインド・ザ・サン (インストゥルメンタル・デモ) - Behind the Sun (instrumental demo) (Beinhorn, Flea, Irons, Kiedis, Slovak) - 2:55
2. ミー・アンド・マイ・フレンズ (インストゥルメンタル・デモ) - Me & My Friends (instrumental demo) - 1:56